# Władcy Tenochtitlánu
Chronologiczna lista tlatoque Tenochtitlánu.

## Władcy przedhiszpańscy
| Tlatoani i data panowania                                                      | Zdjęcie | Data urodzenia                                                                          | Data śmierci                                         |
| ------------------------------------------------------------------------------ | ------- | --------------------------------------------------------------------------------------- | ---------------------------------------------------- |
| Acamapichtli (1376) – (1395)                                                   |         | Urodzony w 1357 roku w Tizaapan syn Opochtli Iztahuatzin i Atotoztli z Culhuacanu       | (1395)                                               |
| Huitzilíhuitl 5 Wąż (22 stycznia) (1396) – (1417)                              |         | Urodzony w 1379 roku w Tenochtitlánie syn Acamapichtli i Tezcatlan Miyahuatzin          | (1417)                                               |
| Chimalpopoca 3 Wąż (21 lipca) (1417) – 12 Królik (1426)                        |         | Urodzony w 1397 roku w Tenochtitlánie syn Huitzilíhuitla i Miyahuaxochtzin z Tiliuhcanu | 12 Królik (1426) w Tenochtitlánie lub Azcapotzalco   |
| Itzcoatl 13 Woda (22 czerwca) 13 Trzcina (1427) – 13 Nóż krzemienny (1440)     |         | syn Acamapichtliego i niewolnicy z Azcapotzalco                                         | 13 Nóż krzemienny (1440)                             |
| Montezuma I 3 Wąż (22 maja) 13 Nóż krzemienny (1440) – 2 Nóż krzemienny (1468) |         | Urodzony w 1398 roku syn Huitzilíhuitla i Miahuaxihuitl z Quauhnahuacu                  | 2 Nóż krzemienny (1468)                              |
| Axayacatl 2 Deszcz (2 sierpnia) 3 Dom (1469) – 2 Dom (1481)                    |         | syn Tezozomoctli i Atotoztli                                                            | 2 Dom (1481)                                         |
| Tizoc 6 Sęp (2 czerwca) 2 Dom (1481) – 7 Królik (1486)                         |         | syn Tezozomoctli i Atotoztli                                                            | 7 Królik (1486)                                      |
| Ahuitzotl 10 Królik (15 kwietnia) 7 Królik (1486) – 10 Królik (1502)           |         | syn Tezozomoctli i Atotoztli                                                            | 10 Królik (1502)                                     |
| Montezuma II 9 Jeleń (14 kwietnia) 10 Królik (1502) – 2 Nóż krzemienny (1520)  |         | Urodzony w 1466 roku syn Axayacatla                                                     | 2 Nóż krzemienny Czerwiec (1520)                     |
| Cuitláhuac 5/8 Wiatr (16 września) 2 Nóż krzemienny (1520)                     |         | Urodzony w 1476 roku syn Axayacatla i szlachcianki Itztapalapan                         | 2 Nóż krzemienny (3 grudnia) 2 Nóż krzemienny (1520) |
| Cuauhtémoc Izcalli/Luty 3 Dom (1521) – 7 Dom (1525)                            |         | Urodzony w 1502 roku syn Ahuitzotla                                                     | 7 Dom (27 lutego 1525) w Acalan                      |

## Kolonialni władcy
| Tlatoani i data panowania                                                | Data urodzenia                  | Data śmierci                | Szczegóły                                                                                      |
| ------------------------------------------------------------------------ | ------------------------------- | --------------------------- | ---------------------------------------------------------------------------------------------- |
| Juan Velázquez Tlacotzin 7 Dom (1525)                                    |                                 | 7 Dom (1525) w Nochiztlan   | Mianowany tlatoanim przez Hernána Cortésa w Huey Mollan. Zginął zanim wrócił do Tenochtitlánu. |
| Andrés de Tapia Motelchiuh 7 Dom (1525) – 12 Królik (1530)               |                                 | 12 Królik (1530) w Aztatlan | Mianowany w Huey Mollan. Quauhtlatoani ("tymczasowy władca").                                  |
| Pablo Xochiquentzin 1 Krzemień (1532) – 5 Krzemień (1536)                |                                 | 5 Krzemień (1536)           | Quauhtlatoani ("tymczasowy władca").                                                           |
| Diego Huanitzin 7 Królik (1539) – 10 Dom (1541)                          | syn Tezozomoctli Aculnahuacatla | 10 Dom (1541)               |                                                                                                |
| Diego de San Francisco Tehuetzquititzin 10 Dom (1541) – 10 Królik (1554) | syn Tezcatla Popocatzina        | 10 Królik (1554)            |                                                                                                |
| Esteban de Guzmán 10 Królik (1554) – 13 Dom (1557)                       | w Xochimilco                    |                             | Nie tlatoani, ale sędzia (juez).                                                               |
| Cristóbal de Guzmán Cecetzin 13 Dom (1557) – 5 Królik (1562)             | syn Diego Huanitzina            | 5 Królik (1562)             | Mianowany przez Estebana de Guzmán.                                                            |
| Luis de Santa María Nanacacipactzin 6 Trzcina (1563) – 8 Dom (1565)      |                                 | 8 Dom (1565)                |                                                                                                |